# Japonsko na Zimních olympijských hrách 1984
Japonsko na Zimních olympijských hrách 1984 reprezentovalo 39 sportovců (32 mužů a 7 žen) v 9 sportech.

## Medailisté
| Medaile | Jméno             | Sport          | Disciplína |
| ------- | ----------------- | -------------- | ---------- |
| Stříbro | Jošihiro Kitazawa | Rychlobruslení | Muži 500 m |